# Forelius minor
Forelius minor är en myrart som beskrevs av Auguste-Henri Forel 1913. Forelius minor ingår i släktet Forelius och familjen myror. Inga underarter finns listade i Catalogue of Life.